# Echiochilon kotschyi
Echiochilon kotschyi är en strävbladig växtart som först beskrevs av Pierre Edmond Boissier och Hohen., och fick sitt nu gällande namn av Ivan Murray Johnston. Echiochilon kotschyi ingår i släktet Echiochilon och familjen strävbladiga växter. Inga underarter finns listade i Catalogue of Life.